# عقاب الحيات السولاوسية
عقاب الحيات السولاسية (الاسم العلمي Spilornis rufipectus)، طائر جارح من النعبول وفصيلة البازية. موطنها سولاوسي في إندونيسيا. موائلها الطبيعية الغابات المنخفضة الاستوائية والشبه الاستوائية.